# Gostyczyna
Gostyczyna – wieś w Polsce położona w województwie wielkopolskim, w powiecie ostrowskim, w gminie Nowe Skalmierzyce, w Kaliskiem, nad strugą Lipówka, ok. 7 km od Nowych Skalmierzyc, ok. 10 km od Kalisza.

## Położenie
Gostyczyna położona jest we wschodniej części gminy Nowe Skalmierzyce, przez wieś przebiega droga wojewódzka  na odcinku Kalisz–Ołobok. Graniczy z Chotowem, Osiekiem, Śmiłowem, Lezioną, Strzegową, Żydowem oraz na niewielkim odcinku przez Prosnę z wsią Zadowice.

## Przynależność administracyjna
W latach 1954–1961 wieś należała i była siedzibą władz gromady Gostyczyna, po jej zniesieniu w gromadzie Skalmierzyce.
| Gostyczyna • pod koniec XIX w. (1881) przynależała administracyjnie do powiatu odolanowskiego | Gostyczyna • pod koniec XIX w. (1881) przynależała administracyjnie do powiatu odolanowskiego | Gostyczyna • pod koniec XIX w. (1881) przynależała administracyjnie do powiatu odolanowskiego | Gostyczyna • pod koniec XIX w. (1881) przynależała administracyjnie do powiatu odolanowskiego |
| Okres                                                                                         | Jednostka administracyjna                                                                     | Jednostka administracyjna                                                                     | Jednostka administracyjna                                                                     |
| --------------------------------------------------------------------------------------------- | --------------------------------------------------------------------------------------------- | --------------------------------------------------------------------------------------------- | --------------------------------------------------------------------------------------------- |
| 1975–1998                                                                                     | województwo kaliskie                                                                          | –                                                                                             | gmina Nowe Skalmierzyce                                                                       |
| 1999–                                                                                         | województwo wielkopolskie                                                                     | powiat ostrowski                                                                              | gmina Nowe Skalmierzyce                                                                       |

## Historia
Znana od 1294 jako wieś kościelna, wymieniana w źródłach m.in. jako Gosthyczyna, Gosticin. Drewniany kościół pw. św. Mikołaja w Gostyczynie istniał od XIII w., przebudowany w XVI w. na murowany.
Przy schyłku XV w. córka dziedzica Gostyczyny Zbigniewa Tęczyńskiego – Anna wyszła za mąż za księcia raciborskiego Mikołaja, wnosząc dobra gostyczyńskie w małżeństwo.
W 1579 wieś należała do Mikołaja Węgierskiego, a w 1618 była własnością Piotra Dunina.
Według Słownika geograficznego Królestwa Polskiego z 1881 w Gostyczynie było 12 domów i 127 mieszkańców a posiadłość liczyła 6 domów i 109 mieszkańców. W 1885 we wsi urodził się Jan Nepomucen Chrzan, późniejszy błogosławiony kościoła katolickiego oraz Józef Gembart, polski duchowny rzymskokatolicki, biskup pomocniczy gnieźnieński.
W miejscowości funkcjonuje Ochotnicza Straż Pożarna (OSP Gostyczyna).

## Edukacja
- Szkoła Podstawowa im. bł. ks. Jana Niepomucena Chrzana

## Zabytki
Obiekty wpisane do rejestru zabytków nieruchomych województwa wielkopolskiego:
- zespół kościoła parafialnego:
  - kościół pw. św. Mikołaja z XVI/XVII w. (przebudowany w XVII–XVIII w.) pozbawiony cech stylowych z elementami barokowymi m.in. w zwieńczeniu prezbiterium[9]. W 1640 dobudowano kaplicę św. Jana Niepomucena, ufundowaną przez rodzinę Szołdrskich w której znajduje się obraz Matki Boskiej Częstochowskiej[9]. Przy kościele słup sakralny z 1849 przeniesiony z sąsiedniego Chotowa, autorstwa Pawła Brylińskiego[9].
  - cmentarz przykościelny z okazałymi grobowcami
  - plebania (XIX w.)
  - dzwonnica drewniana (XIX w.)
  - park plebański z sadem (XIX w.)
  - budynek domu katolickiego (1912–1935)

## Komunikacja publiczna
Od 1 stycznia 2023 zlikwidowano linię nr 3D (Kaliskich Linii Autobusowych) oraz 20 (MZK Ostrów Wielkopolski).

## Galeria

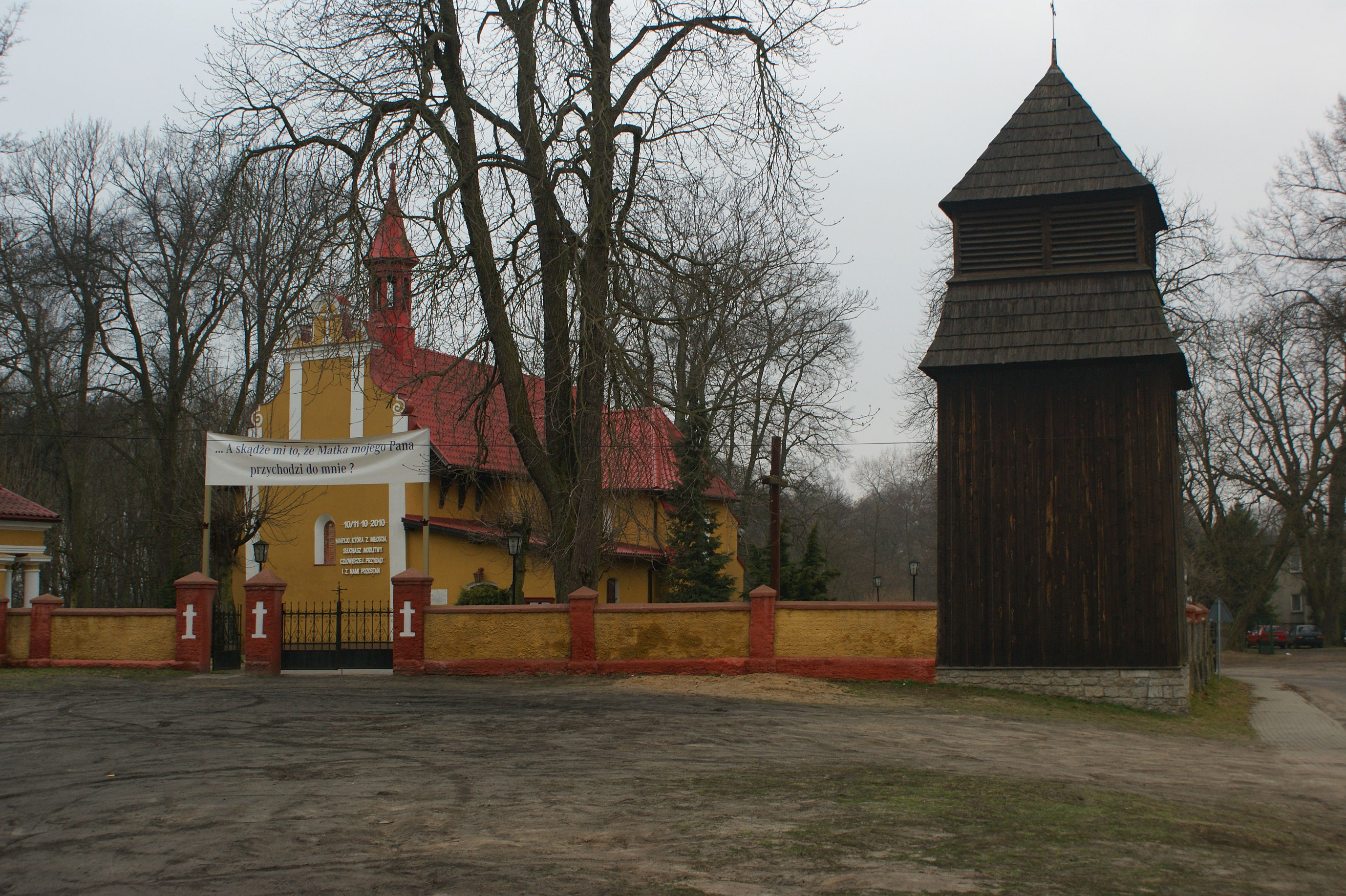
Kościół i dzwonnica
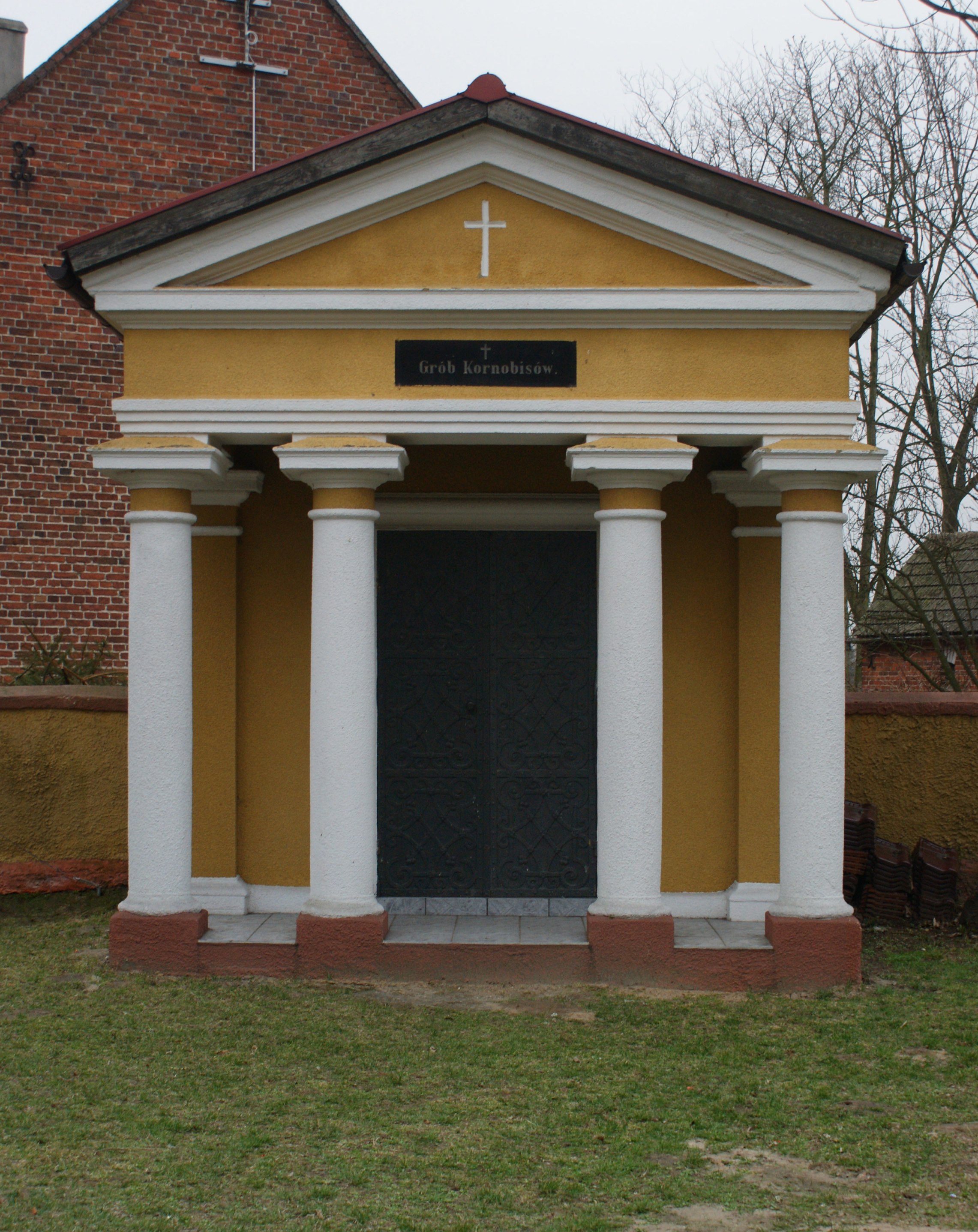
Cmentarz przykościelny, grobowiec Kornobisów
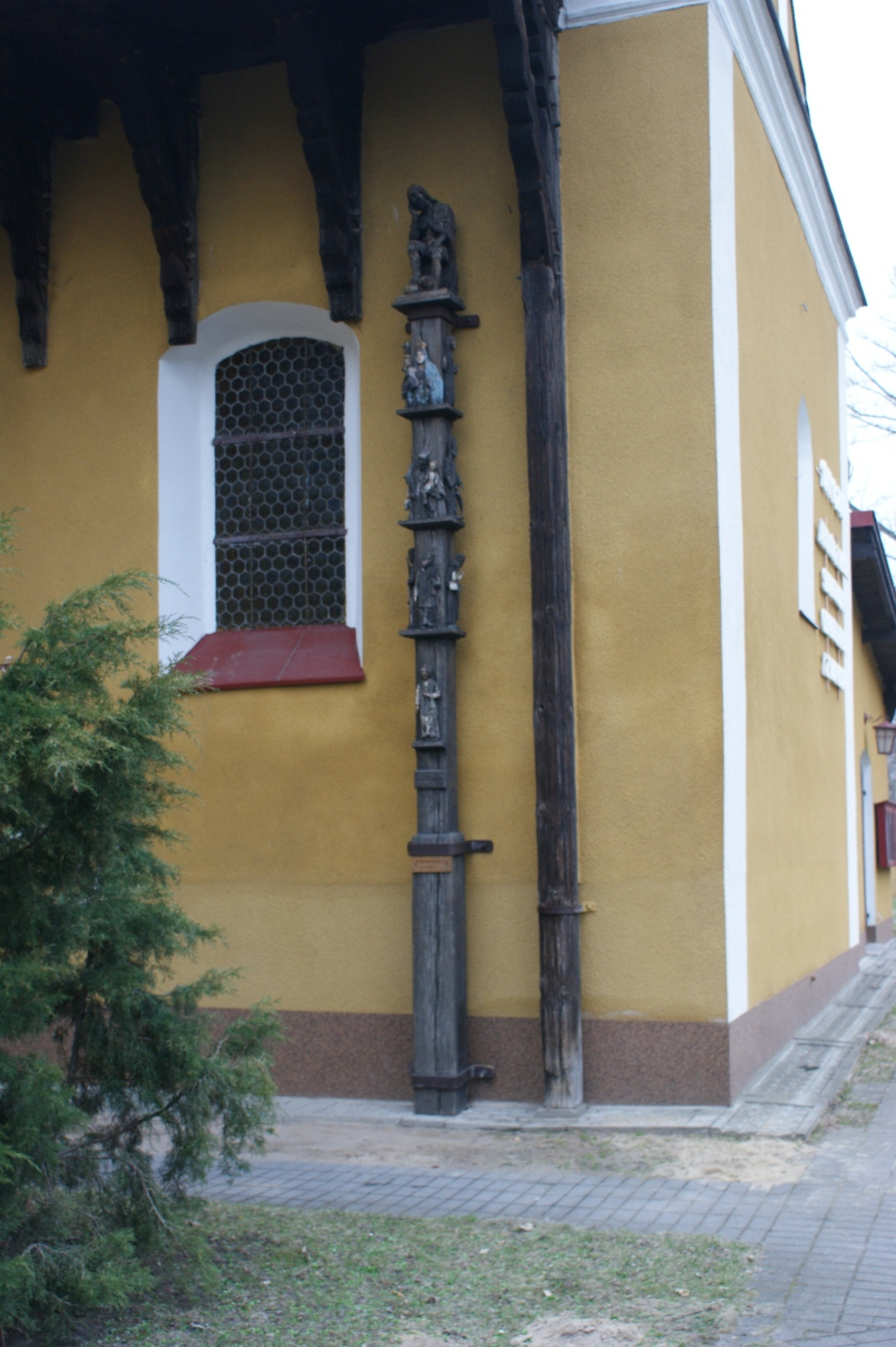
Słup sakralny (1849), dłuta Pawła Brylińskiego
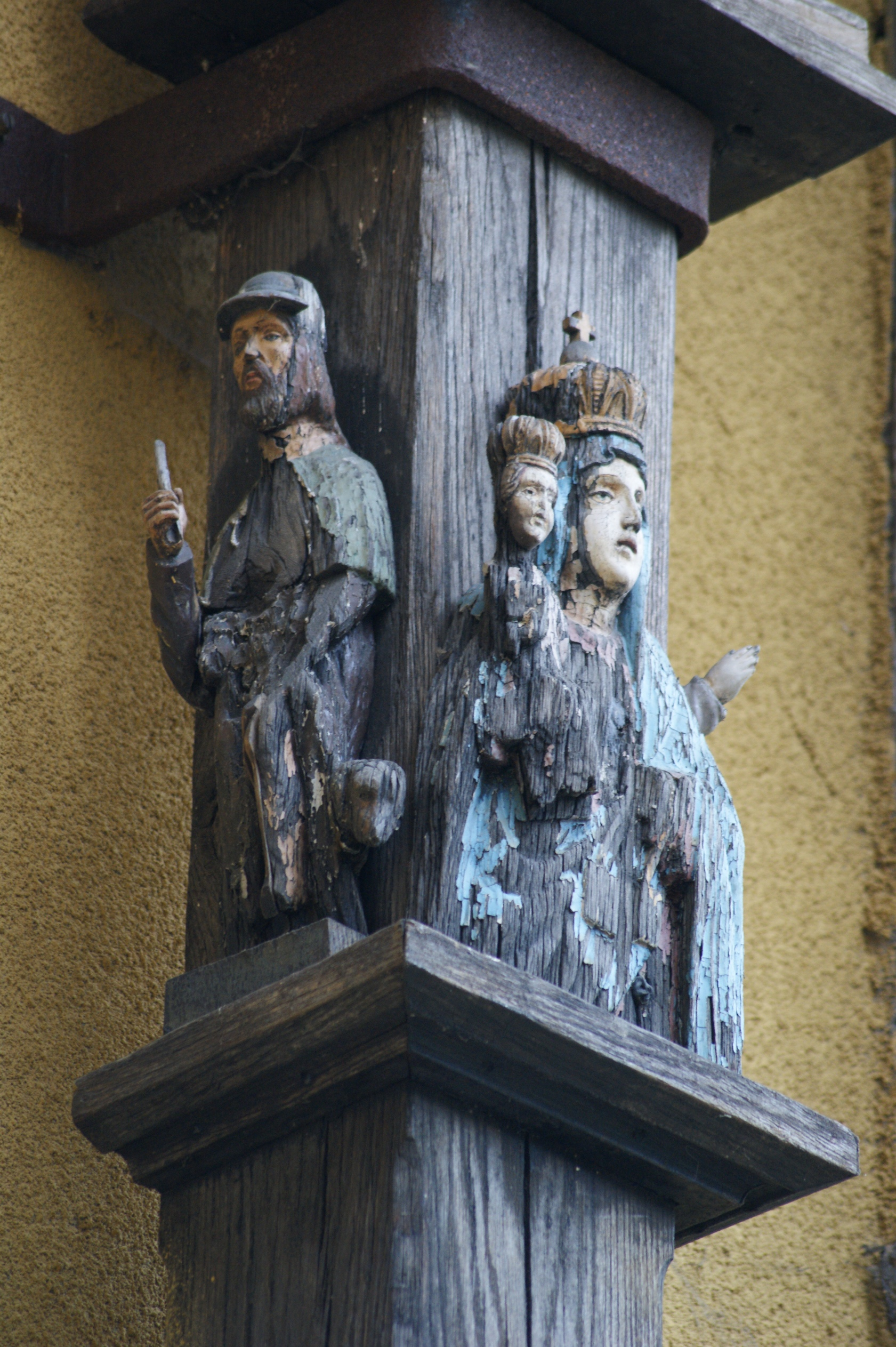
Rzeźby na słupie
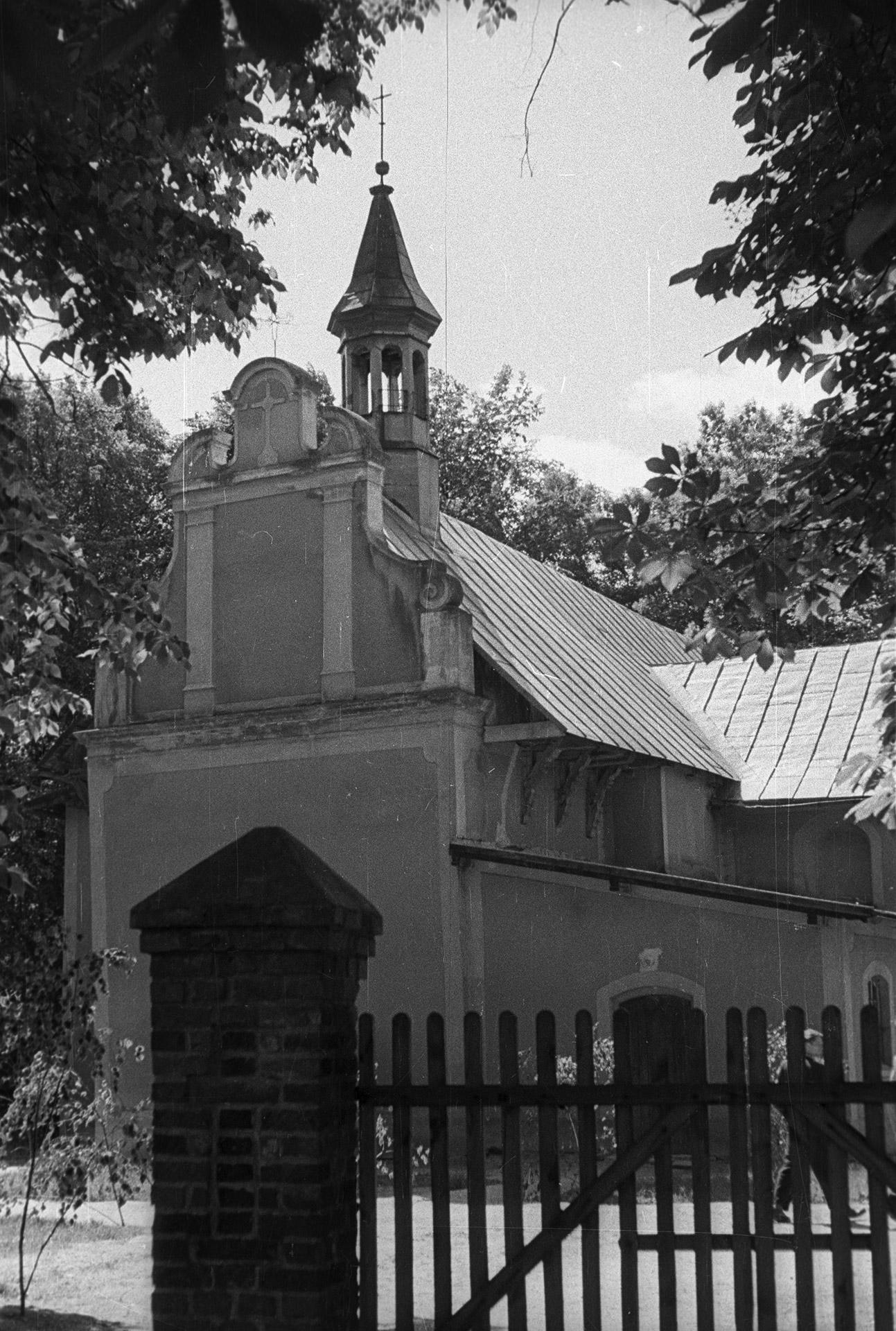
Kościół pw. św. Mikołaja (1950)